# قره باتلاق
قره باتلاق یک منطقهٔ مسکونی در ایران است که در دهستان ماه‌نشان واقع شده‌است. قره باتلاق ۶۲۹ نفر جمعیت دارد.